# TC-1 (ミサイル)

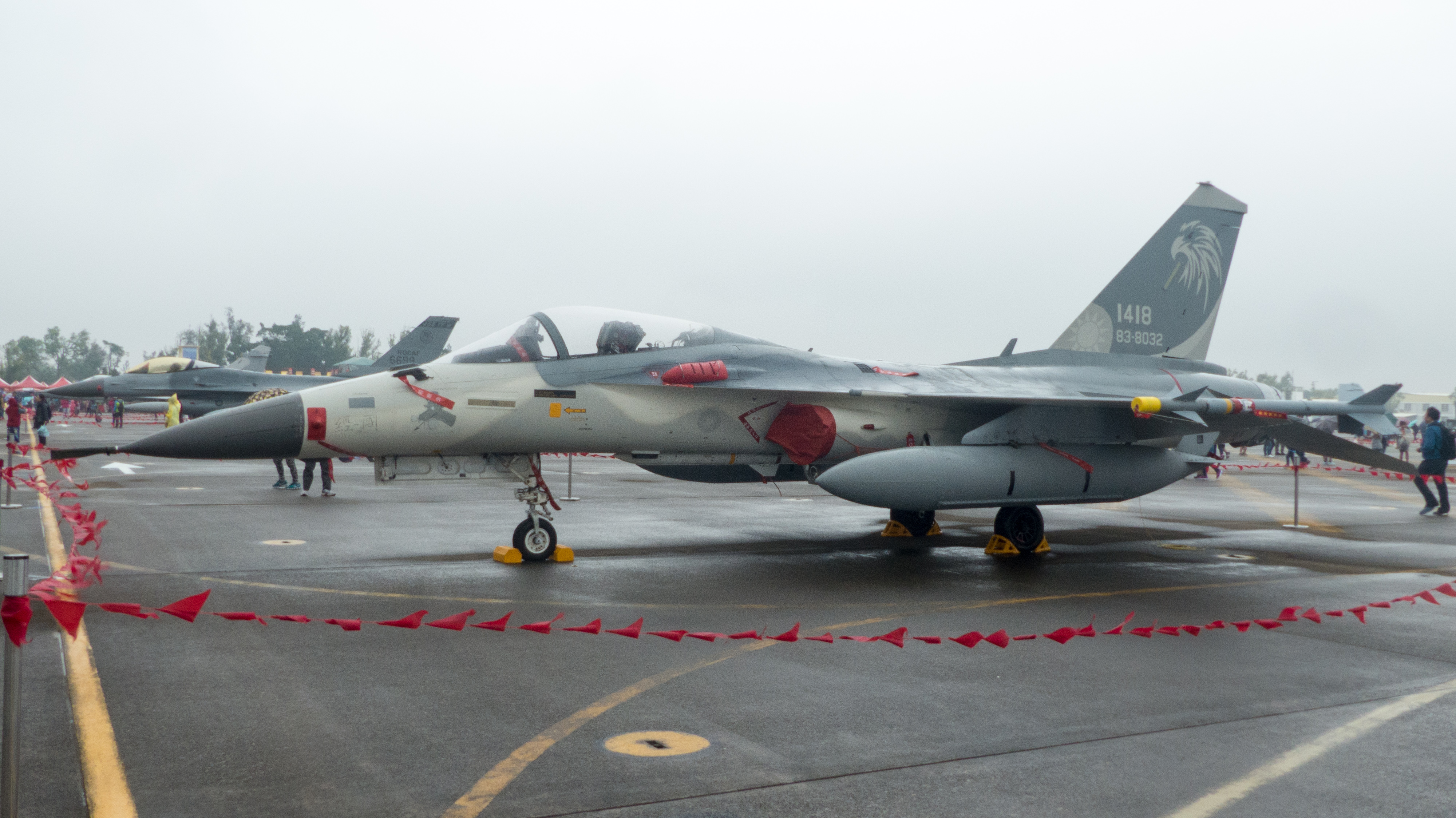
翼端に天剣1型をつけたF-CK-1A（清泉崗空軍基地）

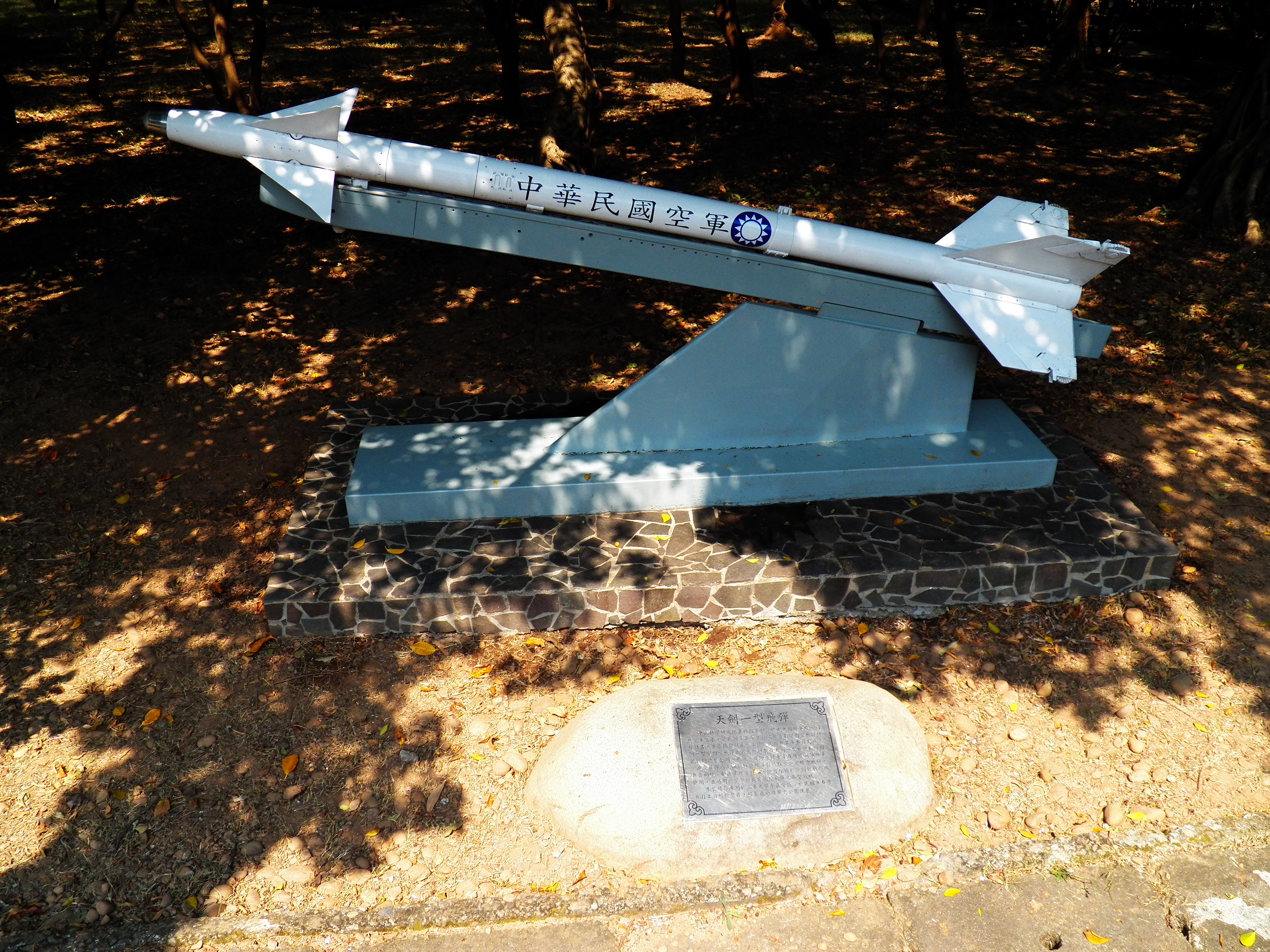
天剣1型（空対空ミサイル）

TC-1（天剣1型、中国語：天劍一）は、中華民国の短距離の赤外線誘導空対空ミサイルである。このミサイルは、撃ち放し能力とレーダーによるスレーブ能力を持っている。
赤外線画像シーカー、高性能弾頭、固体燃料モーターと誘導制御装置で構成されている。シーカーは二重スペクトル赤外線を使用し、探知距離は18.5kmである。TC-1は、捷羚防空システムの地対空ミサイルとしても使用されている。 

## 開発
天剣1型は1980年代半ばに開発され、1986年5月に台湾初の国産空対空ミサイルとして発表された。1991年に生産が開始され、1993年には空対空版が中華民国空軍に配備された。アメリカ合衆国のAIM-9（台湾でも使用中）と顕著な類似性を持ち、F-16に搭載されるAIM-9と同様の役割を国産防衛戦闘機で果たしている。
2017年、NCSISTは大口径モーターを搭載したTC-1の派生型を展示した。 

## 運用履歴
天剣1型は、2019年の台湾東海岸沖訓練で採用された。 

## 運用国
- 中華民国（台湾）

## 派生型

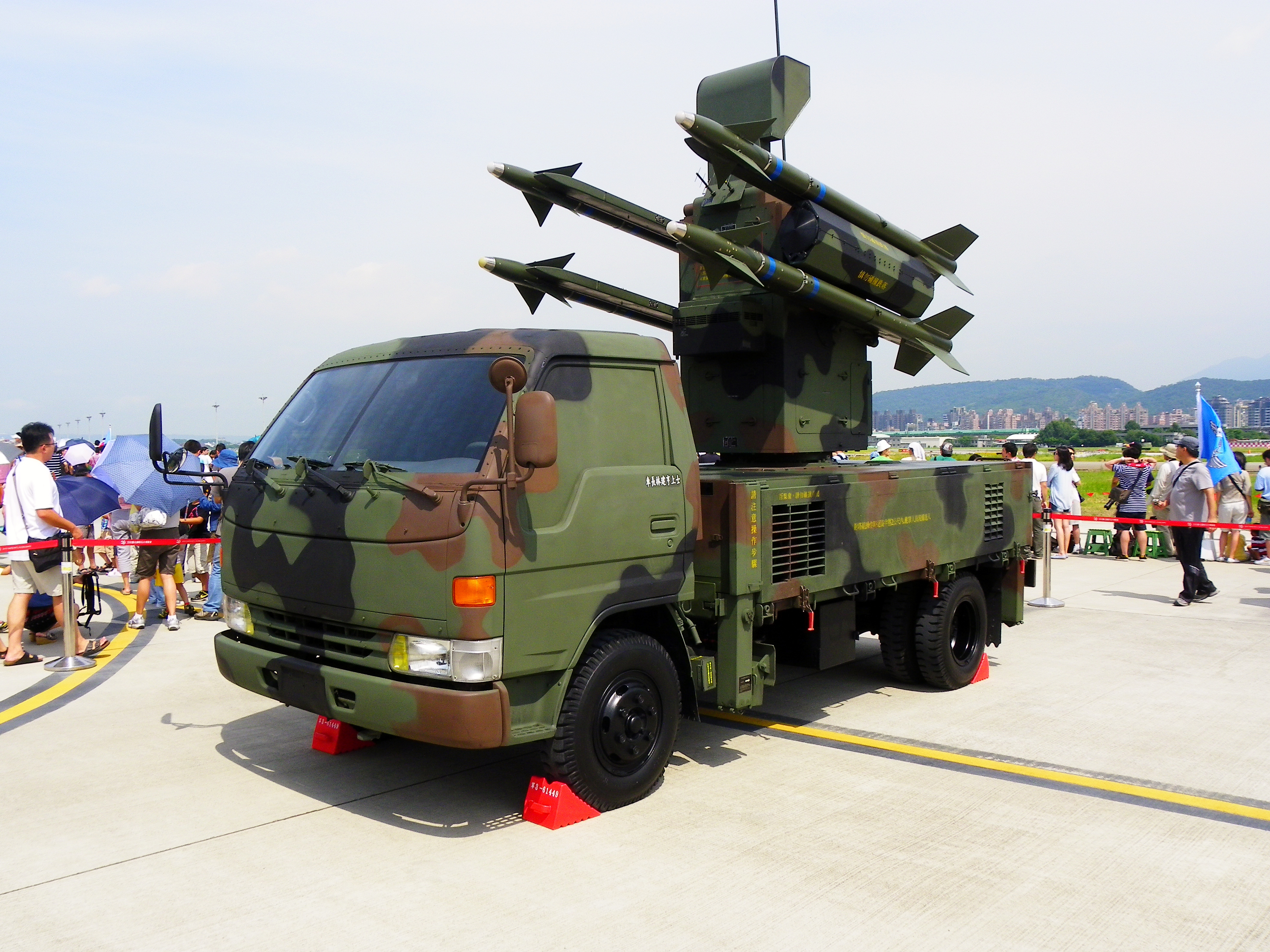
捷羚対空システム

海剣羚ミサイルランチャー

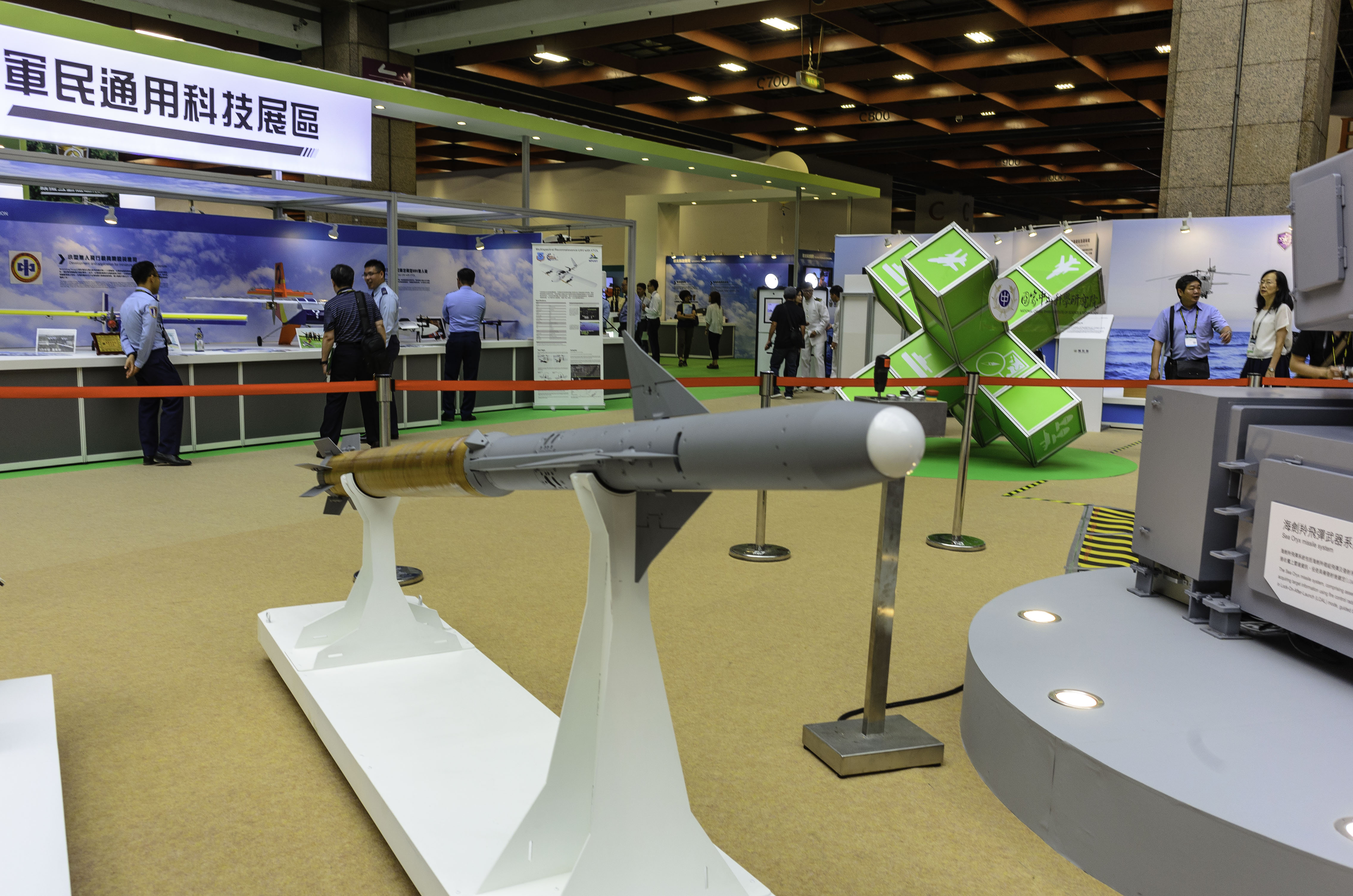
2019年にMNDホールでの「海剣羚」ミサイルの展示

TC-1L
捷羚防空システム用の地上発射型である。
Sea TC-1
海剣羚システム用に開発されたSea TC-1は、改良されたシーカー、データリンク、ロケットモーターを備えている。

## 参照
1. ↑  “NCSIST”. www.ncsist.org.tw. 2017年2月12日閲覧。
2. ↑  “IR Seeker (Sky Sword I)”. cmano-db.com.   CMANO. 2019年8月1日閲覧。
3. ↑  http://missiledefenseadvocacy.org/air-defense/air-defense-of-u-s-partners/allied-air-defense-systems/the-antelope/
4. ↑  https://www.armyrecognition.com/taiwan_taiwanese_missile_vehicle_system_uk/antelope_tien_chien_1_tc-1_surface-to-air_defense_missile_system_technical_data_sheet_specifications.html
5. ↑   Jane's Weapon Systems. F. Watts. (1987)
6. ↑  Cheng Jiawen. “國造海劍羚艦對空飛彈 預計111年服役”. udn.com.   UDN. 2019年5月8日閲覧。
7. ↑  Evelyn Kao. “Taiwan holds live-fire drill along east coast”. focustaiwan.tw.   Focus Taiwan. 2019年8月1日閲覧。
8. ↑  “Antelope Air Defense System”. www.ncsist.org.tw.   National Chung Shan Institute of Science and Technology. 2019年4月1日閲覧。
9. ↑  Minnick. “Taiwan Defense Show Exhibits New Weapons”. www.defensenews.com.   Defense News. 2019年4月1日閲覧。